# دولت موقت روسیه
دولت موقت روسیه (روسی: Временное правительство России، آوانگاری Vremennoye pravitel'stvo Rossii Vremennoye pravitel'stvo Rossii) دولت موقتی در روسیه بود که بلافاصله پس از کناره‌گیری تزار نیکلای دوم امپراتوری روسیه در تاریخ ۲ مارس (۱۶ مارس، سبک جدید، روسیه قبل از انقلاب اکتبر از گاه‌شمار ژولینی استفاده می‌کرد) ۱۹۱۷ تأسیس شد. هدف دولت موقت سازماندهی انتخابات مجلس مؤسسان روسیه و کنوانسیون آن بود. دولت موقت تقریباً هشت ماه طول کشید و زمانی که بلشویک‌ها پس از انقلاب اکتبر در اکتبر ۱۹۱۷ (نوامبر، سبک جدید) قدرت را به دست آوردند، از بین رفتند. به گفته ویتموهارولد ر ویلیامز، تاریخچه هشت ماه که روسیه توسط دولت موقت حکومت می‌شود، تاریخ وقوع بی نظمی پایدار و نظام‌مند در ارتش است.
در بیشتر عمر دولت موقت، پادشاهی منحل نشده بود؛ که در نهایت در تاریخ ۱ سپتامبر (۱۴ سپتامبر، سبک جدید)، در حکمی که توسط کرانسکی به عنوان وزیر-رئیس‌جمهور و زرودینی به عنوان وزیر دادگستری به امضا رسید، جمهوری روسیه اعلام موجودیت کرد و پادشاهی منحل شد.